# Lord, Geller, Federico, Einstein
Lord, Geller, Federico, Einstein var en amerikansk reklambyrå i New York, aktiv från 1967 till 1990.

## Historik
Byrån grundades 1967 under namnet Lord, Southard & Federico av art directorn Gene Federico, copywritern Richard Lord och John Southard. Southard lämnade byrån redan 1968 och Norman Geller tog hans plats i firmanamnet, som ändrades till Lord, Geller, Federico. År 1978 lades Arthur W. Einstein Jr:s namn till, varefter byrån hette Lord, Geller, Federico, Einstein.
År 1974 såldes byrån till J. Walter Thompson (JWT), men fortsatte som en fristående byrå inom denna koncern.
År 1979 fick man ta över International Business Machines företagsreklam. Detta ledde till att man sedermera fick göra kampanjen för lanseringen av IBM:s nya persondator IBM PC.
År 1987 såldes JWT, inklusive LGFE, till WPP plc. Genom detta förlorade byrån den friare roll den haft när JWT var en fristående koncern då WPP inte tillät dem att ha kunder som konkurrerade med JWT. Man hade bland annat velat pitcha för bilmärket Saturn, men förvägrades detta eftersom Ford Motor Company var en stor kund för JWT.
Detta ledde till att Dick Lord, Arthur W. Einstein Jr. and Kevin O'Neill i mars 1988 lämnade LGFE och startade en ny reklambyrå med det snarlika namnet Lord, Einstein, O'Neill & Partners. Den nya byrån backades upp av Young & Rubicam. Man lyckades även få med sig en del av det lukrativa IBM-kontraktet, vilket ledde till en konflikt mellan den gamla och nya byrån som tog upp i domstol. I slutändan valde IBM att avsluta relationen med båda byråerna.
Den nya byrån fick en helt ny kund i april 1988 när man blev Saab:s nya USA-byrå. Saab lämnade byrån i slutet av 1989.
Den nya byrån uppgick år 1990 i en omorganisation av Dentsu Young & Rubicam, vars amerikanska verksamhet kom att kallas Lord Dentsu.
Gamla Lord, Geller, Federico, Einstein fanns kvar till 1990 när WPP slog ihop byrån med Brouillard Communications.

## Kunder och kampanjer

### IBM
För IBM PC skapade man en långlivad kampanj som byggde på Charlie Chaplins stumfilmsfigur. För denna köpte man licens från Bubbles Inc., som ägde Chaplin-figuren, och anställde mimaren Bill Scudder för att spela Chaplin. Enligt Lord valdes figuren Chaplin eftersom han representerade en vanlig människa.
I samband med lanseringen av IBM PS/2 valde man ett annat grepp med skådespelare från TV-serien M*A*S*H i kontorsmiljö.

### Övriga kunder
Innan IBM kom att dominera byrån hade man flera mindre men ofta prestigefulla kunder, däribland:
- Del av Schieffelin & Company, inklusive conjaksmärket Hennessy, från 1969.[11]
- Pianotillverkaren Steinway & Sons från 1969.[12]